# Médaille Marius-Barbeau
Pour les articles homonymes, voir Marius Barbeau et Barbeau.
La Médaille Marius-Barbeau est remise par l'Association canadienne d'ethnologie et de folklore (ACEF), depuis 1978, en reconnaissance d'une importante contribution en ethnologie. Le nom de la médaille rend hommage à l'anthropologue, ethnologue et folkloriste Marius Barbeau. 
De 1978 à 1985, la distinction se nomme « Folkloriste canadien ou canadienne de distinction ». 
Ce prix est décerné pour un travail en enseignement, en recherche ou en communication. 

## Lauréats
- 1978 - Edith Fowke
- 1979 - Luc Lacourcière et Herbert Halpert
- 1980 - Père Anselme Chiasson
- 1981 - Helen Creighton
- 1982 - Carmen Roy
- 1983 - Simonne Voyer
- 1984 - Conrad Laforte
- 1985 - Édith Butler
- 1986 - Père Germain Lemieux
- 1987 - LaRena Clark
- 1988 - Jaroslav Bohdan Rudnyckyj
- 1989 - Joe Neil MacNeil et John Shaw
- 1990 - non décerné
- 1991 - Edward Ives
- 1992 - non décerné
- 1993 - Ronald Caplan et Jean-Claude Dupont
- 1994 - non décerné
- 1995 - Dorothy Burham
- 1996 - Père Anselme Chiasson
- 1997 - Kelly Russell
- 1998 - Bernard Genest et Kenneth Peacock
- 1999 - Simonne Voyer
- 2000 - Robert Klymasz
- 2001 - Neil Rosenberg et Jean Du Berger
- 2002 - Nancy Schmitz
- 2003 - Anita Best et Phil Thomas
- 2004 - Anne-Marie Desdouits
- 2005 - Jean Simard
- 2007 - Bogumil Jewsiewicki
- 2009 - Violetta (Letty) Maloney Halpert
- 2011 - Bohdan Medwidsky
- 2012 - Carole Carpenter
- 2013 - Jean-Pierre Pichette
- 2015 - Sheldon Posen
- 2016 - Laurier Turgeon
- 2017 - Gerald Pocius
- 2018 - Georges Arsenault et John Cousins
- 2020 - Natalie Kononenko
- 2021 - Jean-François Blanchette
- 2022 - Ronald Labelle